# La Ley Innata
La ley innata és el novè àlbum de la banda de rock espanyola Extremoduro, produït per l'Iñaki Antón i publicat per Warner Music el 9 de setembre del 2008.
Es tracta d'un àlbum conceptual format per una sola cançó de 45 minuts, dividida en sis parts diferenciades per pistes independents. Va ser el primer àlbum del grup en arribar al capdamunt de les llistes de vendes espanyoles.
L'àlbum va provocar un canvi en les obres posteriors del grup. La complexitat de la seva estructura i l'ús d'un gran nombre de músics addicionals, entre ells el violinista Ara Malikian, va ser un punt d'inflexió en l'estil del grup.

## Antecedents
El 2008, Extremoduro portava sis anys sense publicar cap àlbum d'estudi. Després de l'èxit que havia suposat "Yo, minoría absoluta" el 2002, el grup s'havia mantingut allunyat dels escenaris i, com de costum, de la premsa. Robe Iniesta, el vocalista i l'ànima del grup, va arribar a parlar en una entrevista de la sequera creativa que patia en aquell moment: "Fer cançons és cosa de sentiments (...) M'agradaria fer una gira cada any i un disc cada any, però m'és molt difícil". A més a més, va emetre un comunicat advertint que no hi hauria gires ni concerts programats pel futur pròxim. Mentrestant, Iñaki “Uoho” Antón, guitarrista i productor de la banda, va crear el grup Inconscients juntament amb Miguel (baixista) i Cantera (bateria). Aquest fet va disparar els rumors sobre una hipotètica dissolució d'Extremoduro.
Mesos més tard, i contra tot pronòstic, el grup va anunciar "una pròxima gira", i als principis del maig del 2008, la cançó «Dulce introducción al caos» es va publicar a la pàgina web oficial d'Extremoduro com avenç d'un àlbum "que seria publicat en uns mesos". Curiosament, el primer vers de la seva nova obra (molt més melòdica i complexa de l'habitual en el grup) semblava fer referència a la seva pròpia sequera creativa: "Como quieres que escriba una canción. Si a tu lado no hay reivindicación". Així, el 17 de maig de 2008 va començar una nova gira i va ser en directe on el públic va poder escoltar els primers acords de La ley Innata. Finalment, el 9 de setembre de 2008 va sortir a la venda el novè àlbum d'estudi d'Extremoduro.

## Concepte
La Ley Innata va marcar un abans i un després en l'estil d'Extremoduro. A partir d'aquell moment, l'experimentació musical i la complexitat lírica i melòdica es veurien més sovint en les seves obres.
Es tracta d'un disc compost d'una sola cançó de 45 minuts, dividida en sis parts diferenciades per pistes independents. Malgrat que la idea d'un àlbum conceptual ja l'havien dut a terme amb el disc Pedrá del 1995, Robe va confessar que es tractava d'una cosa completament diferent. D'aquesta manera, a la Dulce introducción al caos, li van seguir quatre moviments (Primer movimiento: el sueño, Segundo movimiento: lo de fuera, Tercer movimiento: lo de dentro y Cuarto movimiento: la realidad) relacionats entre ells a través de les seves melodies, els seus ritmes i les seves lletres. Funcionant com a sisena pista i de tancament, es va gravar Coda flamenca (otra realidad), en la qual Robe introdueix ritmes del flamenc. Totes les parts tenen estructures complexes, ritmes canviants i una gran diversitat d'instrumentació. Així, el tancament de Coda flamenca és també l'inici de Dulce introducción al caos, o la tornada de Primer movimiento: el sueño, és recurrent en les estrofes del Segundo movimiento: lo de fuera.
Un altre detall de la varietat d'estils i ritmes inclosos en aquest disc és que el solo de guitarra que apareix a Dulce introducción al caos és la melodia principal del conegut coral del barroc Jesus bleibet meine Freude del compositor alemany Johann Sebastian Bach.

## Disseny

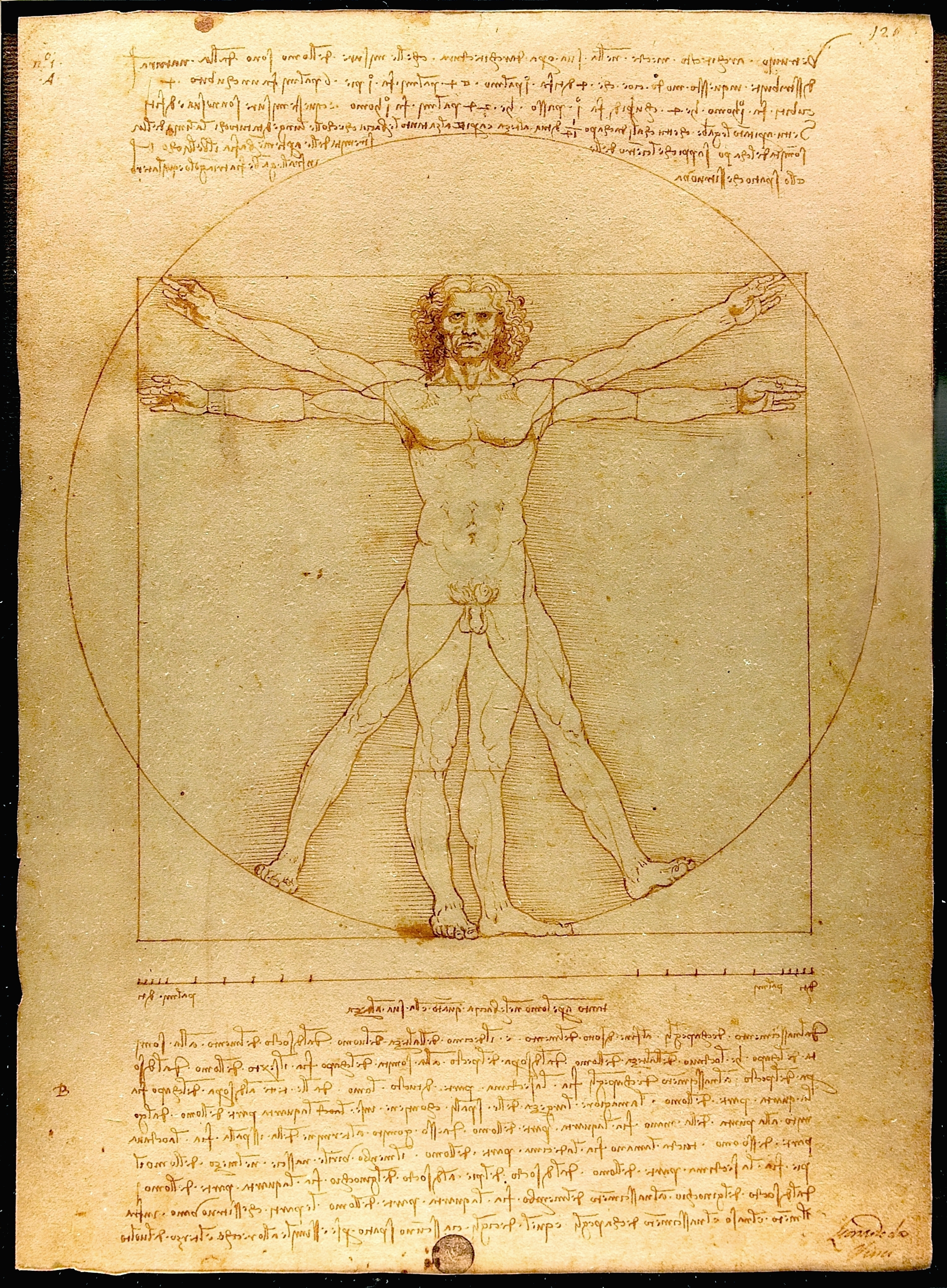
L'Home de Vitruvi pren presència en la portada de l'àlbum.

En la portada del disc s'hi mostra un text en llatí que es vincula al títol de l'àlbum:
| «        | Est enim iudices haec non scripta sed nata lex quam non didicimus accepimus legimus uerum ex natura ipsa arripuimus hausimus expressimus ad quam non docti sed facti non instituti sed imbuti sumus | » |
| — Ciceró | |   |

La traducció del text es podria interpretar com:
«Existeix, de fet, jutges, una llei no escrita, sinó innata, la qual no hem après, heretat, llegit, sinó que de la mateixa naturalesa l'hem agafat, espremut, apurat, llei per a la qual no hem estat educats, sinó fets; i en la qual no hem estat instruïts, sinó xopats.».
Hi apareix a la portada superposat sobre L'Home de Vitruvi, un dibuix de Leonardo da Vinci que data al voltant de l'any 1490.

## Llista de cançons
Lletra per Roberto Iniesta, música per Roberto Iniesta i Iñaki Antón. | Núm.          | Títol                             | Durada |
| ------------- | --------------------------------- | ------ |
| 1.            | «Dulce introducción al caos»      | 7:42   |
| 2.            | «Primer movimiento: El sueño»     | 6:04   |
| 3.            | «Segundo movimiento: Lo de fuera» | 11:44  |
| 4.            | «Tercer movimiento: Lo de dentro» | 7:37   |
| 5.            | «Cuarto movimiento: La realidad»  | 5:50   |
| 6.            | «Coda flamenca (otra realidad)»   | 6:14   |
| Durada total: | Durada total:                     | 45:08  |

## Crèdits
Extremoduro
- Roberto Iniesta Ojea – Veu, guitarra i cors
- Iñaki Antón – Guitarra, cors, piano i òrgan
- Miguel Colino – Baix
- José Ignacio Cantera – Bateria

Personal addicional
- Llaura Malikian – Primer violí
- Thomas Potiron – Segon violí
- Humberto Armas – Viola
- Juan Pérez de Albéniz – Violoncel
- Gino Pavone – Percussions
- Ander Erzilla – Oboè
- Mikel Piris – Flauta
- Aiert Erkoreka – Piano
- Javier Mora – Piano (6)
- Patxi Urchegui – Trompetes mariachis
- Sara Íñiguez – Cors
- Airam Etxániz – Cors
- Gastelo – Cors (1)

L'àlbum va ser posicionat com el setè millor llançament nacional de l'any així com les pistes «Cuarto movimiento: la realidad» (#6) i «Primer movimiento: el sueño» (#12) van ser incloses entre les millors cançons nacionals de l'any 2008 segons Alta Fidelitat.